# John Erik Fornæss
John Erik Fornæss (Hamar, 14 de outubro de 1946) é um matemático norueguês-estadunidense.
Fornæss obteve o mestrado em 1970 na Universidade de Oslo (Uniform approximation on manifolds) e o PhD em 1974 na Universidade de Washington, orientado por Edgar Lee Stout, com a tese Embedding Strictly Pseudoconvex Domains in Convex Domains. Foi em 1974 instrutor na Universidade de Princeton, em 1976 professor assistente, em 1978 professor associado e em 1981 professor pleno. É desde 1991 professor da Universidade de Michigan.
Fornæss é fellow da Academia Norueguesa de Literatura e Ciências. Foi eleito em 2015 fellow da American Mathematical Society.
Foi palestrante convidado do Congresso Internacional de Matemáticos em Varsóvia (1983).

## Publicações selecionadas

### Artigos
- com Klas Diederich: Diederich K, Fornaess JE (1975). «Exhaustion functions and Stein neighborhoods for smooth pseudoconvex domains». Proc Natl Acad Sci U S A. 72 (9): 3279–3280. PMC 432973. PMID 16592273. doi:10.1073/pnas.72.9.3279
- com Klas Diederich: Diederich K, Fornaess JE (1977). «Complex submanifolds in real-analytic pseudoconvex domains». Proc Natl Acad Sci U S A. 74 (8): 3126–3127. PMC 431463. PMID 16592428. doi:10.1073/pnas.74.8.3126

### Livros
- com Berit Stensønes: Lectures on counterexamples in several complex variables, Mathematical Notes 33, Princeton University Press, 1987;[4] 2nd edition 2007
- Editor: Dynamics of several complex variables, American Mathematical Society 1996
- Editor: Recent developments in several complex variables, Princeton University Press 1981
- Editor: Several complex variables (Proceedings Mittag-Leffler Institut 1987/88), Princeton University Press 1993